# Psevdoskalar
Psevdoskalar je skalar, ki spremeni predznak pri zrcaljenju. Psevdoskalar spremeni svoj predznak pri zamenjavi ene koordinatne osi z nasprotno osjo, ne spremeni pa svojega predznaka pri običajnem vrtenju koordinatnih osi. Če psevdoskalar množimo z običajnim vektorjem, dobimo psevdovektor ali aksialni vektor. To pomeni, da ima parnost enako -1. Zgled psevdoskalarja je mešani produkt:
{\displaystyle {\vec {a}}\cdot \left({\vec {b}}\times {\vec {c}}\right)\!\,.}

## Zgledi iz fizike
- magnetni naboj kot je matematično definiran, ne glede na obstoj
- magnetni pretok, ki je določen kot skalarni produkt med vektorjem pravokotnim na površino in magnetnim poljem
- vijačnost, ki je projekcija psevdovektorja spina na smer gibalne količine, ki pa je pravi vektor.